# Klothó – Thread of the Tales
Klothó – Thread of the Tales ist eine „Magische Oper“ („a magic opera“) in acht Szenen von Martyna Kosecka (Musik und Libretto). Die Uraufführung fand am 22. April 2017 im Komedija-Theater Zagreb zur Eröffnung der 29. Musikbiennale Zagreb statt.

## Handlung
Ein Erzähler führt in die Oper ein: Vor langer Zeit begab sich eine Seetochter aus der schattigen Tiefe des Meeres an Land, um dort mit ihrem Mann zu leben. Damals herrschte dort ununterbrochen Tageslicht, und sie sehnte sich allmählich wieder nach einem Stück der gewohnten Dunkelheit. Ihr Mann schickte vier seiner Dienerinnen, die „Tagesfeen“, in das Reich der großen Schlange am Meeresgrund, um sie um einen Teil der Schatten zu bitten. Die Schlange gab ihnen einen mit Nacht gefüllten Beutel mit, den sie unter keinen Umständen öffnen durften, bevor sie nicht zur Seetochter zurückgekehrt waren. Doch auf der Rückkehr erklangen seltsame Geräusche von Nachttieren aus dem Beutel. Die Dienerinnen konnten der Versuchung nicht widerstehen und öffneten den Sack, worauf die Nacht und ihre Tiere entwichen. So kam die Nacht auf die Erde.
Der allmächtige König Shā, der bereits alle seine Ziele erreicht hat, leidet unter Langeweile. Er beschließt, seinen Untertanen eine unmögliche Aufgabe zu stellen: Zu seiner Unterhaltung sollen sie die von der Göttin Klothó gesponnenen Lebensfäden verwirren.
Der Fischer Ēlles mit seiner Frau Reó und der Schneider Vāri mit seiner Gattin Athuō treten auf. Die Männer klagen über ihr elendes Leben. Sie sehnen sich nach einem Leben in Reichtum und Überfluss. Die Frauen dagegen sind mit ihrem einfachen Leben zufrieden. Ausrufer verkünden die Herausforderung des Königs, eine perfekte Glocke mit weittragendem Schall und kristallenem Klang zu bauen. Demjenigen, dem dies gelinge, winke Reichtum und ewiger Ruhm. Die Männer wollen die Aufgabe annehmen.
Reó erzählt ihrem Mann ein Märchen: Eines Tages saßen die Sonne, der Mond und der Wind zusammen mit dem Donner und dem Blitz beim Essen. Ihre Mutter, der Stern, wartete in der Ferne auf die Rückkehr ihrer Kinder. Sonne und Wind genossen das Essen, ohne an ihre Mutter zu denken. Der Mond jedoch brachte ihr von jeder Delikatesse etwas mit. Zur Strafe versah die Mutter die Sonne mit brennenden Strahlen und verurteilte den Wind dazu, ständig heiß zu blasen und alles Lebendige auszutrocknen, so dass die Menschen die beiden hassen würden. Den Mond dagegen belohnte sie. Er sollte von nun an frisch, ruhig und hell scheinen und zum Symbol des Segens werden. Ēlles lässt sich nicht von seinem Vorhaben abbringen. Er ruft die Göttin Eo an, ihn zu unterstützen.
Vāri ist zuversichtlich, die Aufgabe erfüllen zu können, da Glocken und Kleidung aus ähnlichem Material gemacht seien. Athuō erzählt ihm eine Geschichte: Kinder begegneten einst im Wald einem Mann namens Runoia, der Musik hören konnte, die niemand sonst vernahm, z. B. das Abendlied der Lilien an die Sterne. Zum Ausgleich baute er für die Menschen eine magische Harfe, auf deren Klänge sogar die Bäume, der Wind, die Sonne und der Mond reagierten. Eines Tages kam er an die Meeresküste. Dort war es dunkel und still, und kein Freund befand sich in der Nähe. Als er hier auf der Harfe spielte, erklang eine selbst von ihm noch nie zuvor gehörte Melodie – die Musik der Götter. Er erkannte: „Wer eine Harfe hat, hat einen wahren Freund. Wer die Musik liebt, wird von den Göttern geliebt.“ Er weinte Freudentränen. Eine Stimme befahl ihm, ins Haus der Götter einzutreten. Nach dem Ende der Dunkelheit war Runoia verschwunden, doch die Harfe war geblieben, und seine Tränen darauf hatten sich in Perlen verwandelt. Vāri weiß nun, dass die Menschen durch den Klang mit den Göttern verbunden sind. Auch er betet zu Eo um Hilfe.
Ein Zauber lässt alle in Schlaf versinken. Die Stimme Eos erklärt, dass die Menschen undankbar seien. Sie habe die Gebete vernommen, doch es seien nur Forderungen ohne Gegenleistung. Sie habe stets zu ihnen gesprochen und ihnen geholfen, doch die Menschen haben nicht auf sie gehört.
König Shā befürchtet, dass die Menschen mit dem Bau der Glocke Erfolg haben könnten. Um dies zu verhindern, spricht er einen Zauber aus, durch den sie alle ihre Fähigkeiten verlieren. Der Erzähler erklärt, dass Shā nun völlig vom Bösen beherrscht wird.
Allmählich erwachen die Menschen wieder. Sie stellen fest, dass sie nicht mehr zu den einfachsten Dingen fähig sind. An den Bau der Glocke ist nicht mehr zu denken. Die Frauen flehen ihre Männer an, wieder zu ihrem früheren glücklichen Leben zurückzukehren. Doch auch sie haben ihre Fähigkeiten verloren: Sie können nicht einmal mehr kochen. Vāri schlägt vor, den König zu täuschen und ihm eine alte Glocke zu präsentieren. Der Erzähler weist auf die Unsinnigkeit dieses Plans hin, den der König durchschauen werde. Doch tatsächlich finden sie eine alte Glocke, und selbst die Frauen sind zuversichtlich. Als der König kommt und um eine Vorführung der Glocke bittet, gibt sie jedoch nur einen kläglichen Ton von sich. Der König zeigt sich großmütig und gibt ihnen eine zweite Chance. Doch wenn sie am nächsten Tag keinen Erfolg haben, droht ihnen Verbannung oder Tod.
Nach einem Tanz der Göttin Klothó stellen die Frauen fest, dass sie ihre Stimme verloren haben. Die Männer versuchen, die Glocke zu verbessern – doch bevor sie fertig sind, kommt der König zur Begutachtung. Die Männer flehen um Gnade. Der König gestattet ihnen einen dritten Versuch, doch im Falle eines weiteren Fehlschlags werden auch sie die Stimme oder den Kopf verlieren.
Klothó tanzt erneut. Die verzweifelten Männer werfen Eo vor, sie vergessen zu haben, und verfluchen sie. Erneut erklingt die Stimme der Göttin: Wie können die Menschen Güte von ihr erwarten, wenn sie von ihnen im Gegenzug nur Hass erfährt? Die Menschen vertrauen falschen Königen und glauben an Versprechungen von „dunklen Herzen“. Dabei erkennen sie nicht, dass sie ihnen das Glück bereits gesandt hat. Ihr Traum von einem glücklichen Leben könne sich ohne Anstrengung erfüllen, doch wollen sie dies nicht erkennen. Sie spricht einen „gnädigen“ Fluch aus: Die ganze Menschheit wird ebenso töricht bleiben wie sie. Plötzlich fühlen sich die Männer wie neugeboren. Sie fordern die Frauen auf, ihnen ihre Werkzeuge zu geben.
Zum dritten Mal kommt der König, um die Glocke in Augenschein zu nehmen. Die Männer behaupten, dass sie fast fertig sei. Der König gewährt ihnen fünf weitere Minuten unter der Bedingung, dass sie ihn dabei unterhalten. Die Männer erzählen ihm eine Geschichte: Vor langer Zeit fielen Hügel und Steine vom Himmel und schufen die Erde. Dann kamen die Menschen und vermehrten sich. Da es noch keinen Tod gab, wurden sie zu viele, bis die Sintflut ihre Anzahl reduzierte. Nach dem Ende der Erzählung präsentieren die Männer tatsächlich eine Glocke, die den König zufriedenstellt – eine stumme Glocke aus Papier. Die Menschen fordern die versprochene Belohnung ein. Der König nimmt ihnen ihren Verstand. Von nun an wird die Dunkelheit regieren. Es gibt nichts mehr als die Glocke.
Das Schlusswort hat wieder der Erzähler: Die Welt ist vom Bösen durchdrungen, weil die Weisheit von ihrem Antlitz in die tiefste Ebene der Hölle verbannt wurde. Der Wächter der Erde machte sich auf die Suche, fand die Heimat der Weisheit verlassen und suchte zaghaft im Herzen der Märchen weiter. Doch dort schrie die Dunkelheit und weckte seine Zweifel. Auch in den tiefsten Tiefen der Finsternis fand er nur ewige dunkle Stille. Die ganze Welt hat die Weisheit vergessen. Der Erzähler fleht Klothó an, sie nicht sterben zu lassen.

## Gestaltung

### Musik
Die Musik ist durch rhythmisch ausdrucksstarke Schlagzeug-Effekte und Dissonanzen gekennzeichnet, gelegentlich aber auch lyrisch expressiv.

### Libretto
Das Libretto der Oper stammt von der Komponistin Martyna Kosecka selbst. Es basiert auf Elementen verschiedener Märchen und Erzählungen chinesischer und kroatischer Herkunft, darunter Werken der Schriftstellerin Ivana Brlić-Mažuranić. Koseckas Entscheidung, den Text in englischer Sprache zu verfassen, wurde von einigen Rezensenten kritisiert.

## Werkgeschichte
Die Solisten der Uraufführung am 22. April 2017 im Komedija Theatre Zagreb sowie der Aufführungen am 26. und 27. April im Kroatischen Nationaltheater in Rijeka waren Dario Berchich (Erzähler), Nicolas Rigas (Shā), Karol Bartosiński (Ēlles), Ingrid Haller (Reó), Marko Fortunato (Vāri), Ivana Srbljan (Athuō), Dina Dehni Sow (Klothó) und Martyna Kosecka (Eo). Regie führte Krzysztof Cicheński, Bühne und Kostüme stammten von Julia Kosek, die visuelle Gestaltung von Bartłomiej Szlachcic und die Choreographie von Dina Dehni Sow. Das Ivan Noble Zajc Opernorchester des Kroatischen Nationaltheaters spielte unter der Leitung von Berislav Šipuš. Es handelte sich um eine Produktion in Zusammenarbeit mit der Musik Biennale Zagreb.
Die Produktion wurde für den Wettbewerb des Armel Opera Festival 2017 ausgewählt. Die Wettbewerbsrolle hatte Nicolas Rigas als König Shā. Die Aufführung fand am 3. Juli 2017 im MuTh Wien statt und wurde von Arte als Videostream im Internet bereitgestellt.